# Platygaster bucolion
Platygaster bucolion är en stekelart som beskrevs av Walker 1836. Platygaster bucolion ingår i släktet Platygaster och familjen gallmyggesteklar. Inga underarter finns listade i Catalogue of Life.